# Агиди
Агидите (Agiaden) са с Еврипонтидите (Eurypontide) от двете царски династии на Спарта.

## Родословно дърво
```
                                       
Евристен

                                            |
                                            |
                                          
Агис I

                                       ______|______
                                     |           |
                                 
Ехестрат
     
Ликург

                            ´        |
                                     |
                                   
Лабот

                                     |
                                     |
                                  
Дорис

                                     |
                                     |
                                 
Агесилай I

                                     |
                                     |
                                  
Менелай

                                     |
                                     |
                                  
Архелай

                                     |
                                     |
                                  
Телекло

                                     |
                                     |
                                  
Алкамен

                                     |
                                     |
                                  
Полидор

                                     |
                                     |
                                  
Еврикрат

                                     |
                                     |
                                  
Анаксандър
 ∞ 
Леандрис

                                            |
                                            |
                                        
Еврикратид

                                            |
                                            |
                                            
Леон

                                            |
                                            |
                              1. Жена ∞ 
Анаксандрид II
 ∞ 2. Жена
```

```
  _________________________________|___             |
   |                  |              |        |
 
Дорией
           
Клеомброт
               |   
Клеомен I

   |           ________|_              |        | 
   |         |         |           |        |

Еврианакс
 
Никомед
    
Павзаний
         
Леонид I
    ∞  
Горго

                   ________|__                  |
                 |         |                |
             
Плейстоанакт
   
Клеомен
         
Плейстарх

      ____________|
    |          |
 
Павсаний
   
Аристодем

    |________________
    |              |
 
Агесиполид I
   
Клеомброт I

       _______________|
     |             |
 
Агесиполид II
   
Клеомен II

           ___________|
         |         |
      
Акротат I
   
Клеоним

         |         |
         |         |
       
Арей I
   
Леонид II
 ∞ 
Кратесиклея

      ____|                  |____________________________________________________
    |                       |                    |                           |
 
Акротат II
 ∞ 
Хилонис
   
Клеомен III
 ∞ 
Агиатис
   
Хилонис
 ∞ 
Клеомброт II
        
Евклеид

          |                                   ____________|
          |                                 |          |
       
Арей II
                           
Агесиполид
   
Клеоменес

                                              |
                                              |
                                          
Агесиполид III
```